# Антони (округ)
Антони (фр. Antony) — округ (фр. Arrondissement) во Франции, один из округов в регионе Иль-де-Франс (регион). Департамент округа — О-де-Сен. Супрефектура — Антони.
Население округа на 2006 год составляло 402 868 человек. Плотность населения составляет 8222 чел./км². Площадь округа составляет всего 49 км².